# Сара Джио
Сара Джио (на английски: Sarah Jio) е американска журналистка и писателка на произведения в жанра съвременен и исторически любовен роман.

## Биография и творчество
Сара Мичъл Джио е родена на 18 февруари 1978 г. в Бейнбридж Айланд, Вашингтон (щат), САЩ. Започва да пише като ученичка и е първият тийнейджър колумнист за местния вестник The Bremerton Sun. Получава бакалавърска степен по журналистика от Западен Вашингтонски университет.
След дипломирането си през 2000 г., работи като ръководител на акаунти в The Silver Company, а после в продължение на 10 години е редактор в Тихоокеанския университет в Сиатъл. Едновременно с постоянната си работа пише статии по теми, обхващащи пътуване, хранене, здраве и психология в много национални списания и вестници. През 2008 г. сътрудник на списание Glamour, където води популярния здравен блог на изданието „Витамин G“, а по-късно пише седмична колона за живота след развода. По-късно сътрудничи на уебсайта за начина на живот на актрисата Моли Симс.
Първият ѝ роман „Теменужки през март“ е издаден през 2011 г. Той третира темата за раздялата и преодоляването ѝ, а действието се развива в Бейнбридж Айланд. Романът става бестселър в списъка на „Ню Йорк Таймс“ и я прави известна. Следващите ѝ романи също са бестселъри и са публикувани на повече от 25 езика по света.
От брака след колежа с първия си съпруг, медика Джейсън, тя има трима сина. През юли 2019 г. се омъжва за Брандън Ебел, продуцент в музикалната индустрия, който има две дъщери и син от първия си брак.
Сара Джио живее със семейството си в Сиатъл.

## Произведения

### Самостоятелни романи
- The Violets of March (2011)[1][2][3]
Теменужки през март, изд.: ИК „Хермес“, Пловдив (2017), прев. Валентина Атанасова-Арнаудова
- The Bungalow (2011)
Бунгалото, изд.: ИК „Хермес“, Пловдив (2022), прев. Дори Габровска
- Blackberry Winter (2012)
Пролетен сняг, изд.: ИК „Хермес“, Пловдив (2018), прев. Пепа Стоилова
- The Last Camellia (2013)
- Morning Glory (2013)
Утринно сияние, изд.: ИК „Хермес“, Пловдив (2021), прев. Дафина Янева-Китанова
- Goodnight June (2014)
- The Look of Love (2014)
- Always (2017)
Винаги, изд.: ИК „Хермес“, Пловдив (2019), прев. Стоянка Карачанова
- All the Flowers in Paris (2019)
Всички цветя в Париж, изд.: ИК „Хермес“, Пловдив (2020), прев. Дафина Янева-Китанова
- With Love from London (2022) – издаден и като The Bookshop on Primrose Hill
С обич от Лондон, изд.: ИК „Хермес“, Пловдив (2022), прев. Дафина Янева-Китанова

### Сборници
- Grand Central (2014) – разкази, с Мелани Бенджамин, Джена Блум, Пам Дженоф, Аманда Ходжкинсън, Кристина Макморис, Алисън Ричман, Ерика Робук и Карън Уайт[1]